# Stazione di Pontetto
La stazione di Pontetto è una fermata ferroviaria posta lungo la linea Genova-Pisa, presso la località Pontetto a cavallo tra il territorio comunale di Bogliasco e quello di Pieve Ligure.

## Storia
Originariamente stazione, fu inaugurata con il nome di Pontello contestualmente al tratto di ferrovia Genova-Chiavari, il 23 novembre 1868.
Il 23 novembre 1917 il potenziamento della linea fra Genova Nervi e Pieve di Sori (attuale Pieve Ligure) interessò l'impianto, che vide conseguentemente raddoppiato il numero di binari. Al 16 gennaio 1951 risale invece la trasformazione in fermata.
Nei primi anni del 2000 è stato costruito un sottopasso pedonale atto a smaltire il traffico pedonale, prima limitato dal passaggio a livello adiacente.

## Strutture e impianti
La fermata, di tipo passante, è attraversata dai due binari di corsa entrambi dotati di banchine scoperte provviste di pensilina. Il fabbricato adiacente al binario 1, in origine utilizzato come casa cantoniera, è ora convertito in abitazione privata. Analogamente alla stazione di Bogliasco, nei pressi della stazione è presente un passaggio a livello attraversato dalla strada carrabile, che interrompe fisicamente le banchine dei binari.
La stazione non è provvista di biglietteria.

## Movimento
L'impianto, a poca distanza dalla stazione di Bogliasco, nel territorio del medesimo comune, è servito unicamente dai treni regionali Trenitalia che rientrano nel contratto di servizio con la Regione Liguria. Vi sostano circa 14 treni nei giorni feriali e 7 nei giorni festivi.